# グレッグ・ハーディ
グレッグ・ハーディ（Greg Hardy、1988年7月28日 - ）は、アメリカ合衆国の男性プロボクサー。元アメリカンフットボール選手、元総合格闘家。テネシー州ミリントン出身。
2010年から6シーズンに渡りNFLのカロライナ・パンサーズ、ダラス・カウボーイズでディフェンシブエンドとしてプレーし、プロボウルにも出場したトップ選手であったが、私生活のトラブル（後述）をきっかけに引退に追い込まれ、2017年に総合格闘技、2022年にボクシングに転向した。

## 来歴
高校時代はアメリカンフットボールのほか、バスケットボールや陸上競技の選手としても活躍した。卒業後はミシシッピ大学に進学し、通算39.5ロスタックル、26.5サックを記録。2007年にはオールアメリカンセカンドチームに選出された。

### NFL時代

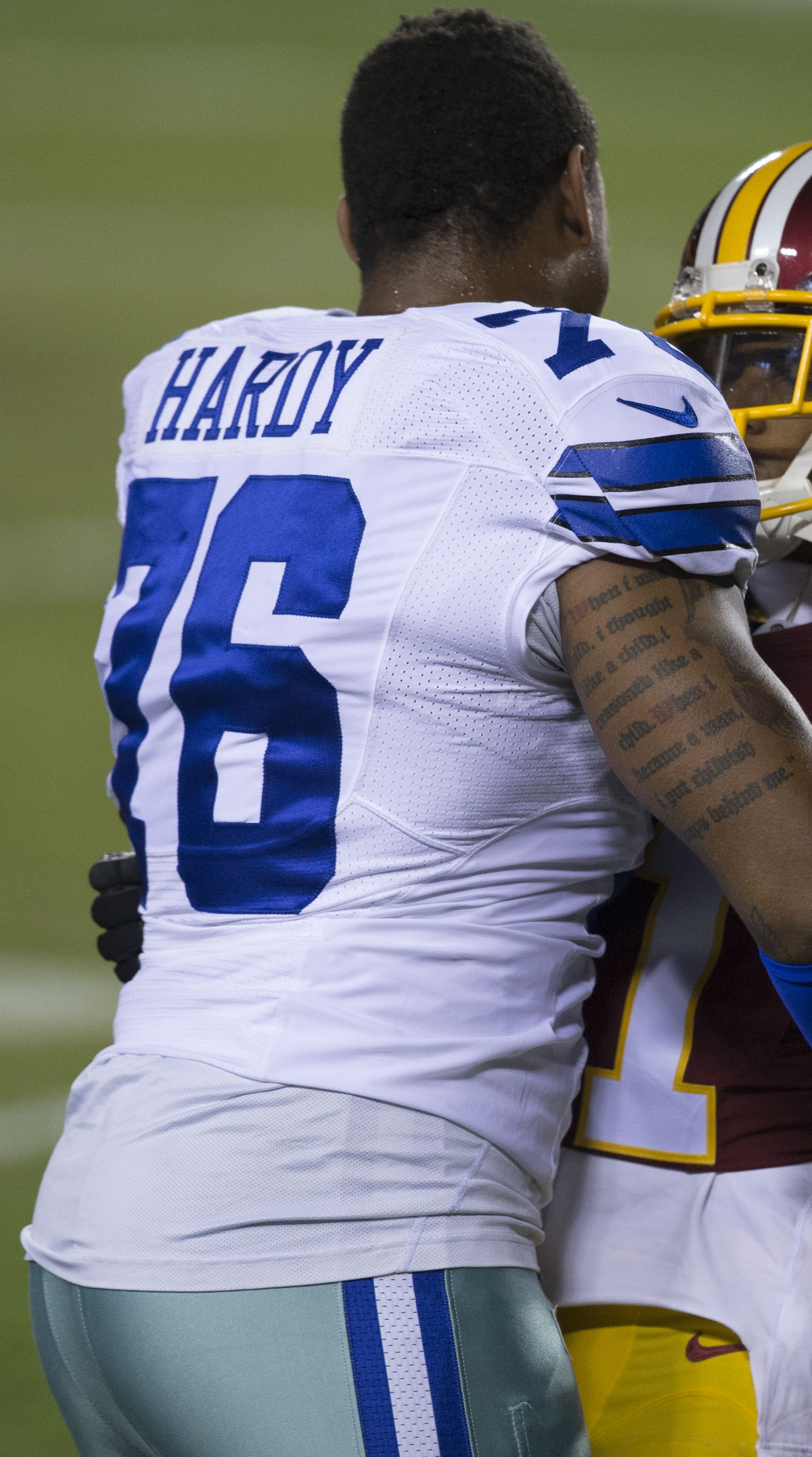
ダラス・カウボーイズでプレーするハーディ（2015年）

#### カロライナ・パンサーズ
2010年、NFLドラフト6巡目（全体175位）でカロライナ・パンサーズに指名されて入団。翌シーズンからスターティングメンバーに定着すると、2013年にはチーム記録タイの15.0サックを記録し、プロボウル、オールプロセカンドチームに初選出された。
しかし、2014年5月13日、元交際相手へのドメスティックバイオレンスの容疑で逮捕され、有罪判決を受けて60日間の執行猶予と18ヶ月の保護観察処分を命じられた。同年の開幕戦には出場したものの、第2週以降はロスター除外リストに登録され、シーズンの残り全試合を欠場した。ハーディは陪審員による裁判を求めて上訴したが、後に被害者との和解案が合意に達し取り下げられた。

#### ダラス・カウボーイズ
2015年、フリーエージェントになったハーディは、ダラス・カウボーイズと1年1,310万ドルの契約を結んだが、前年の事件によりNFLから10試合の出場停止処分（後に仲裁で4試合へ軽減）を課され、シーズンの序盤戦を欠場した。チームに復帰した後もミーティングへの遅刻やチームメイトとの口論などトラブルが続き、シーズン終了後に放出された。
2016年9月26日、コカイン所持の容疑で再び逮捕され、5,000ドルの保釈金を払い釈放された。
2017年に育成およびスカウトリーグのスプリングリーグ（TSL）に参加。2018年1月にアリーナフットボールのアメリカン・アリーナ・リーグ（AAL）のリッチモンド・ラフライダーズと契約した。

### 総合格闘技
2016年10月、ハーディは総合格闘家に転身する意向を明かした。それまで本格的な格闘技の経験はなかったが、翌年11月からアマチュア総合格闘技に出場すると、3試合連続で1Rノックアウト勝利を収めた。
2018年6月12日、Dana White's Tuesday Night Contender Seriesでプロデビュー。同じ元NFL選手のオーステン・レーンと対戦し、1R開始早々に左右のフックをクリーンヒットさせ、わずか57秒でKO勝利を収め、UFCとの契約を勝ち取った。試合後にUFC代表のダナ・ホワイトは、ハーディがUFC本大会に出場する前に数試合経験を積ませることを明かした。
2018年8月7日、再びDana White's Tuesday Night Contender Seriesに出場。テバリス・ゴードンと対戦し、試合開始から17秒でTKO勝ち。

#### UFC
2019年1月19日、UFC本大会デビュー戦となったUFC Fight Night: Cejudo vs. Dillashawでアレン・クラウダーと対戦。1R終盤からスタミナ切れを起こすと、2Rに片膝をついた体勢のクラウダーの頭部に膝蹴りを当てる反則を犯し、失格負け。
2019年10月18日、UFC on ESPN: Reyes vs. Weidmanでベン・ソソリと対戦し、判定勝ちを収めるも、ハーディが第2ラウンドと第3ラウンド間のインターバルに喘息の吸入器を使用（NFL時代は使用が認められていた）したため、マサチューセッツ州アスレチック・コミッションによりノーコンテストに変更された。
2019年11月9日、UFC Fight Night: Zabit vs. Kattarでヘビー級ランキング7位のアレキサンダー・ヴォルコフと対戦し、0-3の判定負け。
2020年12月19日、UFC Fight Night: Thompson vs. Nealでマルチン・ティブラと対戦し、パウンドで2RTKO負け。
2022年3月5日、UFC 272でセルゲイ・スピバックと対戦し、パウンドで1RTKO負け。3連敗となり、この試合でUFCとの試合契約が満了したが、ハーディはUFCと再契約しないことを選択しフリーエージェントとなり、ボクシングへ転向した。

### プロボクシング
2022年10月8日、プロボクシングデビューを果たし、マイク・クックに2RKO勝ちを収めた。
2023年2月17日、ベアナックル・ボクシングの団体「Bare Knuckle Fighting Championship」に出場し、ジョシュ・ワトソンに2RKO負けを喫した。

#### Team Combat League
1ラウンドのみの試合で対戦し、チーム対抗戦を行うプロボクシングリーグ「Team Combat League」に、DALLAS ENFORCERSのチームメンバーとして出場している。
2023年5月18日、DC DESTROYERSとの対抗戦に出場し、第9試合でノーマン・ニーリィに1RTKO勝ち、同日に行われた第18試合でダンテ・ホワイトに1R判定勝ち収めた。
2023年6月2日、LA TENGOOSEとの対抗戦に出場し、第6試合でアレクサンダー・フローレスに1R判定勝ちを収めるも、同日に行われた第17試合で同じアレクサンダー・フローレスと対戦し、1RKO負けを喫した。
2023年8月20日、オールスター戦にチームイーストのヘビー級代表として選ばれ、チームウエストのヘビー級代表マイケル・ハンターと対戦。1R判定負けを喫するが、オールスター戦としては171対170でチームイーストが勝利を収めた。

## 戦績

### 総合格闘技

#### プロ総合格闘技
| 総合格闘技 戦績 | 総合格闘技 戦績 | 総合格闘技 戦績 | 総合格闘技 戦績 | 総合格闘技 戦績 | 総合格闘技 戦績 | 総合格闘技 戦績 |
| --------------- | --------------- | --------------- | --------------- | --------------- | --------------- | --------------- |
| 13 試合         | (T)KO           | 一本            | 判定            | その他          | 引き分け        | 無効試合        |
| 7 勝            | 6               | 0               | 1               | 0               | 0               | 1               |
| 5 敗            | 3               | 0               | 1               | 1               | 0               | 1               |

| 勝敗 | 対戦相手                   | 試合結果                                   | 大会名                                      | 開催年月日     |
| ×    | セルゲイ・スピバック       | 1R 2:16 TKO（パウンド）                    | UFC 272: Covington vs. Masvidal             | 2022年3月5日   |
| ×    | タイ・トゥイバサ           | 1R 1:07 TKO（左フック→パウンド）           | UFC 264: Poirier vs. McGregor 3             | 2021年7月10日  |
| ×    | マルチン・ティブラ         | 2R 4:31 TKO（パウンド）                    | UFC Fight Night: Thompson vs. Neal          | 2020年12月19日 |
| ○    | モーリス・グリーン         | 2R 1:12 TKO（左ジャブ→パウンド）           | UFC Fight Night: Hall vs. Silva             | 2020年10月31日 |
| ○    | ヨルガン・デ・カストロ     | 5分3R終了 判定3-0                          | UFC 249: Ferguson vs. Gaethje               | 2020年5月9日   |
| ×    | アレキサンダー・ヴォルコフ | 5分3R終了 判定0-3                          | UFC Fight Night: Zabit vs. Kattar           | 2019年11月9日  |
| －   | ベン・ソソリ               | ノーコンテスト                             | UFC on ESPN 6: Reyes vs. Weidman            | 2019年10月18日 |
| ○    | フアン・アダムス           | 1R 0:45 TKO（パウンド）                    | UFC on ESPN 4: dos Anjos vs. Edwards        | 2019年7月20日  |
| ○    | ドミトリ・スモリャコフ     | 1R 2:15 TKO（パウンド）                    | UFC Fight Night: Jacaré vs. Hermansson      | 2019年4月27日  |
| ×    | アレン・クラウダー         | 2R 2:28 失格（反則の右膝蹴り）             | UFC Fight Night: Cejudo vs. Dillashaw       | 2019年1月19日  |
| ○    | レイ・ジョーンズ           | 1R 0:53 KO（パウンド）                     | XFN 352                                     | 2018年9月29日  |
| ○    | テバリス・ゴードン         | 1R 0:17 TKO（スタンドパンチ連打→パウンド） | Dana White's Tuesday Night Contender Series | 2018年8月7日   |
| ○    | オーステン・レーン         | 1R 0:57 KO（スタンドパンチ連打）           | Dana White's Tuesday Night Contender Series | 2018年6月12日  |

#### アマチュア総合格闘技
| 勝敗 | 対戦相手             | 試合結果                          | 大会名                      | 開催年月日    |
| ○    | ライアン・チェスター | 1R 0:14 KO（右フック）            | Legacy Fighting Alliance 33 | 2018年2月16日 |
| ○    | ケネス・ウッズ       | 1R 1:36 TKO（スタンドパンチ連打） | Rite of Passage 2           | 2017年12月1日 |
| ○    | ジョー・ホーキンス   | 1R 0:32 TKO（スタンドパンチ連打） | Rise of a Warrior 21        | 2017年11月4日 |

### ボクシング

#### プロボクシング
| プロボクシング 戦績 | プロボクシング 戦績 | プロボクシング 戦績 | プロボクシング 戦績 | プロボクシング 戦績 | プロボクシング 戦績 | プロボクシング 戦績 |
| ------------------- | ------------------- | ------------------- | ------------------- | ------------------- | ------------------- | ------------------- |
| 3 試合              | (T)KO               | 判定                | その他              | 引き分け            | 無効試合            |                     |
| 3 勝                | 2                   | 1                   | 0                   | 0                   | 0                   |                     |
| 0 敗                | 0                   | 0                   | 0                   | 0                   | 0                   |                     |

| 戦           | 日付           | 勝敗 | 時間    | 内容    | 対戦相手                     | 国籍           | 備考 |
| ------------ | -------------- | ---- | ------- | ------- | ---------------------------- | -------------- | ---- |
| 3            | 2023年9月30日  | 勝利 | 1R 3:00 | TKO     | グレゴリー・コービン         | アメリカ合衆国 |      |
| 2            | 2022年11月19日 | 勝利 | 4R      | 判定3-0 | ハシーム・ラクマン・ジュニア | アメリカ合衆国 |      |
| 1            | 2022年10月8日  | 勝利 | 2R 0:14 | KO      | マイク・クック               | アメリカ合衆国 |      |
| テンプレート |                |      |         |         |                              |                |      |

#### Team Combat League
| 戦           | 日付          | 勝敗 | 時間    | 内容    | 対戦相手                   | 国籍           | 備考 |
| ------------ | ------------- | ---- | ------- | ------- | -------------------------- | -------------- | ---- |
| 5            | 2023年8月20日 | 敗北 | 1R      | 判定0-3 | マイケル・ハンター         | アメリカ合衆国 |      |
| 4            | 2023年6月2日  | 敗北 | 1R 2:32 | TKO     | アレクサンダー・フローレス | アメリカ合衆国 |      |
| 3            | 2023年6月2日  | 勝利 | 1R      | 判定3-0 | アレクサンダー・フローレス | アメリカ合衆国 |      |
| 2            | 2023年5月18日 | 勝利 | 1R      | 判定3-0 | ダンテ・ホワイト           | アメリカ合衆国 |      |
| 1            | 2023年5月18日 | 勝利 | 1R 1:10 | TKO     | ノーマン・ニーリィ         | アメリカ合衆国 |      |
| テンプレート |               |      |         |         |                            |                |      |

### ベアナックルボクシング
| 戦           | 日付          | 勝敗 | 時間    | 内容 | 対戦相手           | 国籍           | 備考 |
| ------------ | ------------- | ---- | ------- | ---- | ------------------ | -------------- | ---- |
| 1            | 2023年2月17日 | 敗北 | 2R 0:19 | KO   | ジョシュ・ワトソン | アメリカ合衆国 |      |
| テンプレート |               |      |         |      |                    |                |      |